# Maggie De Block
Maggie Celine Louise De Block (Merchtem, 28 april 1962) is een Belgisch politica voor de Open Vld.

## Levensloop
Na haar middelbare studies Latijn-Wetenschappen in het Koninklijk Lyceum te Laken studeerde ze geneeskunde aan de Vrije Universiteit Brussel, alwaar ze in 1988 afstudeerde als doctor in de genees-, heel- en verloskunde. Vervolgens werkte ze van 1988 tot 2011 als huisarts.
In 1999 werd De Block voor de liberale VLD verkozen tot lid van de Kamer van volksvertegenwoordigers voor de kieskring Brussel-Halle-Vilvoorde, waar ze zetelde tot in 2011. Ze vervulde ook verschillende functies in de Kamer. Zo was ze van 2003 tot 2007 secretaris van de Kamer, van 2010 tot 2011 voorzitter van de Commissie Infrastructuur en ondervoorzitter van de Commissie voor Sociale zaken en (plaatsvervangend) lid van andere commissies. Op 6 december 2011 werd ze Staatssecretaris voor Asiel, Migratie, Maatschappelijke Integratie en Armoedebestrijding in de regering-Di Rupo. In de aftredende regering-Di Rupo was ze van juli tot oktober 2014 tijdelijk Minister van Justitie als vervangster van Annemie Turtelboom, die minister van Begroting werd in de Vlaamse regering-Bourgeois.
Eind 2012 werd De Block ondervoorzitter van Open Vld onder voorzitter Gwendolyn Rutten, een functie die ze bekleedde tot aan de bestuursverkiezingen van Open Vld in mei 2020. Op 11 oktober 2014 werd De Block in de regering-Michel I en II Minister van Sociale Zaken en Volksgezondheid, hetgeen ze een droom noemde, aangezien dit departement aansluit bij haar vorming als arts. Om de betaalbaarheid van de gezondheidszorg te verzekeren, stelde zij onmiddellijk een rationalisatie voor in het ziekenhuiswezen, dat zij wou laten bestaan uit regionale ziekenhuizen die brede algemene zorg bieden en ziekenhuizen die zich zouden specialiseren in een welomschreven materie. Ook besliste ze in 2018 dat rookwaren vanaf 1 januari 2020 enkel nog in een neutrale verpakking mogen worden verkocht.
Als staatssecretaris voor Asiel en Migratie werd De Block een populaire politica. Bij de federale verkiezingen van 2014 werd ze als lijsttrekker van de Vlaams-Brabantse Kamerlijst verkozen met 131.713 voorkeurstemmen. Een peiling van de VRT/De Standaard van oktober 2014 bevestigde haar status van populairste politica. In 2015 werd ze de populairste politica van het hele land, zowel in Vlaanderen, Wallonië als het Brussels Hoofdstedelijk Gewest.
Bij de lokale verkiezingen van oktober 2018 werd De Block kandidaat-burgemeester in Merchtem, waar ze de plaats van haar broer - die stopte met politiek - innam. Ze kon de scores van haar broer evenwel niet evenaren en verloor de absolute meerderheid. Het burgemeesterschap liet ze over aan partijgenoot Maarten Mast. Ook nam ze niet plaats in de gemeenteraad.
Na de regeringscrisis en de val van de regering-Michel I nam ze op 9 december 2018 in de regering-Michel II bijkomend de portefeuille van Asiel en Migratie op. Bij de federale verkiezingen van 2019 was ze lijsttrekker in Vlaams-Brabant. Ze werd herkozen in de Kamer met 40.816 voorkeurstemmen, minder dan een derde van haar persoonlijke score in 2014. In maart 2020 verliet ze de Kamer weer toen ze minister werd in de regering-Wilmès II.
Toen in maart 2020 in België de coronapandemie losbarstte, deed Maggie De Block in de commissie Volksgezondheid van de Kamer met de woorden Als u ziek bent, blijf in uw kot - ik meen het! een dwingende oproep om de verspreiding van coronavirus SARS-CoV-2 tegen te gaan. Vijftien dagen later, op 18 maart 2020, ging België in beperkte lockdown en werd de krachtige, ingekorte versie "Blijf in uw kot!" zowat het motto van de anti-coronacampagne in Vlaanderen. Niettemin kwam ze ook onder vuur te liggen nadat bleek dat ze enkele jaren voordien de strategische voorraad mondmaskers had laten verbranden. Officieel klonk het dat die niet meer bruikbaar waren, maar de minister had ze niet laten vervangen, zoals later bleek uit de Pano-reportage 'De Grote Maskerade', die in oktober 2020 werd uitgezonden.
De Block bleef minister van Volksgezondheid, Sociale Zaken en Asiel en Migratie tot oktober 2020, toen de regering-De Croo de eed aflegde. In deze regering werd ze geen minister meer, waarna ze terugkeerde naar de Kamer. Daar werd ze fractieleider voor Open Vld.
Ze besloot geen verkiesbare plaats meer te aanvaarden voor de verkiezingen van juni 2024 en zodoende de actieve politiek te verlaten. Wel duwde ze ter ondersteuning van haar partij de Europese lijst van Open Vld. Ze behaalde bijna 50.000 voorkeurstemmen, niet genoeg voor een zetel.
In oktober 2022 werd De Block voorzitter van een technische adviesgroep over gezondheidszorg binnen de Wereldgezondheidsorganisatie.

## Privé
De Block is de zus van de voormalige Merchtemse burgemeester Eddie De Block. Ze is in 1982 getrouwd met Luc Asselman en kreeg twee kinderen. Hun dochter Julie Asselman werd ook politiek actief en werd schepen in Merchtem.
Haar zwaarlijvige voorkomen is meermaals punt van discussie geweest. Zo vond VRT-journalist Tom Van de Weghe haar niet geloofwaardig als minister van Volksgezondheid.

## Ereteken
- 2019: commandeur in de Leopoldsorde[19]

## Prijzen
- In 2015 kreeg De Block de Zesde Vijs, een prijs uitgereikt door de sceptische beweging SKEPP. De prijs wordt toegekend aan media-initiatieven die 'op een objectieve manier omgaan met het paranormale en pseudowetenschap'.[20]